# الإدارة العامة لشؤون الأفواج بالحرس الوطني
الإدارة العامة لشؤون الأفواج بالحرس الوطني هي إحدى الادارات العسكرية التابعة للحرس الوطني في المملكة العربية السعودية.

## مختصر عن الوكالة العسكرية
تمثل الألوية النواة الأولي للحرس الوطني وقد قامت الشؤون العسكرية بالحرس الوطني في بدايات تكوين الحرس الوطني بتقديم الخدمات اللازمة لهذه الألوية في الجوانب التوظيفية والتموينية والتعليمية ومع إشراقة فجر التطوير ونتيجة للزيادة الكبيرة في عداد ألوية الحرس الوطني والتي سميت فيما بعد بالأفواج فقد تم أحداث وكالة الشؤون العسكرية للقيام بالأشراف على الأفواج والتي تم تعديل مسماها إلى وكالة شؤون الأفواج والتي تقوم بالأشراف على كافة الجوانب التنظيمية الخاصة بالأفواج في الحرس الوطني.